# (19129) Loos
(19129) Loos (1988 AL1) – planetoida z pasa głównego asteroid okrążająca Słońce w ciągu 4,32 lat w średniej odległości 2,65 j.a. Odkryta 10 stycznia 1988 roku.